# Stefan Lainer
Stefan Lainer (ur. 27 sierpnia 1992 w Salzburgu) – austriacki piłkarz grający na pozycji obrońcy w Borussii Mönchengladbach.

## Życiorys
W czasach juniorskich trenował w SV Seekirchen i Red Bull Salzburg. Jego pierwszym seniorskim klubem był SV Grödig, do którego był wypożyczony w latach 2011–2012. W latach 2012–2014 grał w FC Liefering. 1 lipca 2014 został piłkarzem pierwszoligowego SV Ried. W Bundeslidze zadebiutował 19 lipca 2014 w wygranym 3:1 meczu z SC Wiener Neustadt. Przed sezonem 2015/2016 został sprzedany do RB Salzburg za około 200 tysięcy euro. Wraz z Salzburgiem w latach 2016–2018 trzykrotnie zdobył mistrzostwo kraju i dwukrotnie wygrał krajowy puchar. 1 lipca 2019 odszedł za 12 milionów euro do niemieckiej Borussii Mönchengladbach.
W reprezentacji Austrii zadebiutował 28 marca 2017 w zremisowanym 1:1 towarzyskim spotkaniu z Finlandią. Grał w nim od 46. minuty po zastąpieniu Markusa Suttnera.